# Wahlen in Uruguay 1971
Die Präsidentschafts- und Parlamentswahlen in Uruguay 1971 fanden am Sonntag, den 28. November 1971 statt.
Bei den Wahlen, deren Wahlsystem nach der relativen Mehrheit im sogenannten Lema-System ausgerichtet war, wurden sowohl der Präsident als auch die 99 Abgeordneten und 30 Senatoren im Rahmen einer Verhältniswahl für eine Amtszeit von fünf Jahren gewählt. Wahlberechtigt waren 1.878.132 Personen, von denen 1.712.766 ihr Wahlrecht ausübten. Dies entsprach einer Wahlbeteiligung von 91,19 %.
Aus den gleichzeitig stattfindenden Präsidentschafts- und Parlamentswahlen ging die Partido Colorado (681.624 Stimmen), der drei Sublema angehörten, als Sieger vor der zwei Sublema beinhaltenden Partido Nacional (668.822 Stimmen) hervor. Erstmals brach mit der Frente Amplio (304.275 Stimmen) eine weitere Partei in das im Wesentlichen auf die beiden großen, traditionellen Parteien beschränkte Repräsentationsmonopol ein.
Juan María Bordaberry von der Partido Colorado wurde zum Präsidenten gewählt. Er trat das Amt am 1. März 1972 an. Dabei kam es zu der den Besonderheiten des uruguayischen Wahlsystems geschuldeten Konstellation, dass nicht der stimmenstärksten Kandidatur Wilson Ferreiras mit 26,4 % der Stimmen, sondern dem lediglich 22,8 % Stimmanteil auf sich vereinigenden Bordaberry die Präsidentschaft zufiel. Eine solche Situation hatte es zuvor bereits 1946 und 1950, jeweils zu Lasten der Partido Nacional, gegeben.

## Sitzverteilung
- FA: 18
- PC: 41
- PN: 40

- FA: 5
- PC: 13
- PN: 12

Die Sitzverteilung für das Abgeordnetenhaus stellte sich wie folgt dar:
- Partido Colorado: 41,4 % (die beiden stärksten Sublema: Unión Nacional Reeleccionista (Fraktion Bordaberry/Pacheco): 28,3 %; Unidad y Reforma (Fraktion Jorge Batlle, folgte der Lista 15 nach): 12,1 %)
- Partido Nacional: 40,4 % (die beiden stärksten Sublema: Por la Patria / Movimiento Nacional Rocha (Ferreira-Fraktion): 30,3 %; Herrera-Fraktion: 10,1 %)
- Frente Amplio: 18,2 %

Die Sitzverteilung in der Cámara de Senadores:
- Partido Colorado: 43,3 %
- Partido Nacional: 40,0 %
- Frente Amplio: 16,7 %

## Wahlergebnis bezogen auf die Parteien
| Partei                                      | Stimmen   | Prozentsatz |
| ------------------------------------------- | --------- | ----------- |
| Partido Colorado                            | 681.624   | 39,80 %     |
| Partido Nacional                            | 668.822   | 39,05 %     |
| Partido Demócrata Cristiano (Frente Amplio) | 304.275   | 17,77 %     |
| Unión Radical Cristiana                     | 8.844     | 0,52 %      |
| Partido Jubilados y Pensionistas            | 288       | 0,02 %      |
| Partido Movimiento Justiciero               | 241       | 0,01 %      |
| Partido Juventud por el Desarrollo Oriental | 25        | 0,00 %      |
| Gültige Stimmen                             | 1.664.119 | 97,16 %     |
| Leere Stimmzettel                           | 6.139     | 0,36 %      |
| Ungültige Stimmen                           | 42.508    | 2,48 %      |
| Abgegebene Stimmen                          | 1.712.766 | 100 %       |

Referenz für diese Tabelle: 

## Wahlergebnis innerhalb der Lemas (Parteien) bezogen auf die Sublemas (Präsidentschaftskandidaten)
| Partei (Lema)                               | Kandidaten                         | Stimmen | Prozentsatz |
| ------------------------------------------- | ---------------------------------- | ------- | ----------- |
| Partido Colorado                            | Bordaberry – Sapelli               | 379.515 | 21,97 %     |
| Partido Colorado                            | Batlle Ibañéz – Rodríguez          | 242.804 | 14,06 %     |
| Partido Colorado                            | Vasconcellos – Flores Mora         | 48.839  | 2,83 %      |
| Partido Colorado                            | Pintos – Torielli                  | 5.402   | 0,31 %      |
| Partido Colorado                            | Ribas – Gorlero                    | 4.025   | 0,23 %      |
| Partido Colorado                            | Adj. Lema                          | 1.039   | 0,06 %      |
| Partido Colorado                            | Total                              | 681.624 | 39,46 %     |
| Partido Nacional                            | Ferreira – Pereyra                 | 439.649 | 25,45 %     |
| Partido Nacional                            | Aguerrondo – Héber                 | 228.569 | 13,23 %     |
| Partido Nacional                            | Fadol – Arias                      | 35      | 00,00 %     |
| Partido Nacional                            | Adj. Lema                          | 569     | 00,03 %     |
| Partido Nacional                            | Total                              | 668.822 | 38,72 %     |
| Partido Demócrata Cristiano (Frente Amplio) | Seregni – Crottogini               | 304.275 | 17,62 %     |
| Partido Unión Radical Cristiana             | Pérez del Castillo – Saralegui     | 8.844   | 00,51 %     |
| Partido Jubilados y Pensionistas            | Vázquez Méndez – Rodríguez Nadales | 288     | 00,02 %     |
| Partido Movimiento Justiciero               | Espínola – Álvarez Varela          | 241     | 00,01 %     |
| Partido Juventud por el Desarrollo Oriental | Suárez – Irujo de Grendene         | 25      | 00,00 %     |

Referenz für diese Tabelle: 